# Бернасовський
Бернасовський — українське прізвище.

## Відомі носії
- Бернасовський Володимир — козак Армії УНР[1].